# Västlig spindelsköldpadda
Västlig spindelsköldpadda (Pyxis planicauda) är en sköldpaddsart som beskrevs av Alfred Grandidier 1867. Pyxis planicauda ingår i släktet Pyxis och familjen landsköldpaddor. IUCN kategoriserar arten globalt som akut hotad. Inga underarter finns listade i Catalogue of Life.

## Utbredning
Den västliga spindelsköldpaddan lever på Madagaskars sydvästkust.Arten återfinns mestadels i skogarna i regionen Menabe mellan floderna Morondava och Tsiribihina, en mindre population lever dock norr om Tsiribihina.

## Levnadssätt
Den västliga spindelsköldpaddans habitat är skogar som växer på lösa sandiga jordar, under den torra årstiden (maj - oktober) gräver sköldpaddan ner sig under lövtäcket på marken. Arten är bara aktiv under regnperioden, som mest aktiva är sköldpaddorna vid regn och direkt efter att det regnat.
Den västliga spindelsköldpaddan äter fallfrukt, exempelvis Breonia perrieri och Aleanthus greveanus. Knoppar och löv från buskar ingår också i födan, samt svamp och blommor.
Parning sker under den första halvan av regnperioden och honorna lägger mellan ett och tre ägg under den andra hälften av regnperioden. Det tar mellan 250 och 340 dagar innan äggen kläcks.